# Grönryggig hackspett
Grönryggig hackspett (Campethera maculosa) är en fågel i familjen hackspettar inom ordningen hackspettartade fåglar.

## Utbredning och systematik
Grönryggig hackspett delas in i fem underarter med följande utbredning:
- Campethera maculosa permista – östra Ghana till sydvästra Sydsudan och vidare söderut till norra Angola och centrala Demokratiska republiken Kongo
- Campethera maculosa nyansae – sydvästra Etiopien, sydvästra Kenya och nordvästra Tanzania till östra Demokratiska republiken Kongo, nordöstra Angola och norra Zambia
- Campethera maculosa cailliautii – södra Somalia till nordöstra Tanzania
- Campethera maculosa loveridgei – centrala Tanzania till Moçambique
- Campethera maculosa maculosa – Senegal och Guinea-Bissau till sydvästra och sydcentrala Ghana

Underarterna permista och cailliautii har tidvis tillsammans urskilts som en egen art, Campethera cailliautii. Permista skiljer sig dock knappt från maculosa och hybridiserar med utseendemässigt distinkta cailliautii. Även genetiskt och i läten är skillnaderna små.

## Status
IUCN bedömer hotstatus för cailliautii och permista å ena sidan och övriga underarter å andra sidan var för sig, båda som livskraftiga.